# Kladi
Kladi is een bestuurslaag in het regentschap Bondowoso van de provincie Oost-Java, Indonesië. Kladi telt 2305 inwoners (volkstelling 2010).